# Corycoides abruptus
Corycoides abruptus är en insektsart som först beskrevs av Krauss 1890.  Corycoides abruptus ingår i släktet Corycoides och familjen vårtbitare. Inga underarter finns listade i Catalogue of Life.